# Malena Ortiz Cruz
Malena Ortiz Cruz   (Madrid, 16 de juliol de 1997) és una futbolista espanyola nacionalitzada àzeri. Juga com a migcampista en el Servette Football Club Chênois Féminin de la Superliga de Suïssa.

## Selecció nacional
Ortiz va representar a l'Azerbaidjan durant les fases classificatòries de les edicions 2015 i 2016 del Campionat Europeu Femení Sub-19 de la UEFA. Per a representar a aquest país a nivell internacional va tindre que nacionalitzar-se com a ciutadana d'Azerbaidjan.

## Clubs
| Club               | País    | Any       |
| ------------------ | ------- | --------- |
| Rayo Vallecano     | Espanya | 2014-2015 |
| C. D. Canilles     | Espanya | 2014-2016 |
| C. D. TACON        | Espanya | 2016-2020 |
| Reial Madrid C. F. | Espanya | 2020-22   |
| Servette F. C.     | Suïssa  | 2022-Act. |

## Vida personal
Ortiz prové d'una família hispà-cubana. La seva germana bessona Samara Ortiz també és futbolista professional. Ambdues s'han nacionalitzat àzeris per requeriment de la llavors seleccionadora sub-19 de l'Azerbaidjan, la també madrilenya Patricia González.
L'any 2021 va fer una acció solidària en la que va arreplegar botes de futbol per a donar-les a la selecció nacional Cubana de futbol, país amb el qual mantenia una bona relació per les seues arrels familiars.